# William Lönnberg

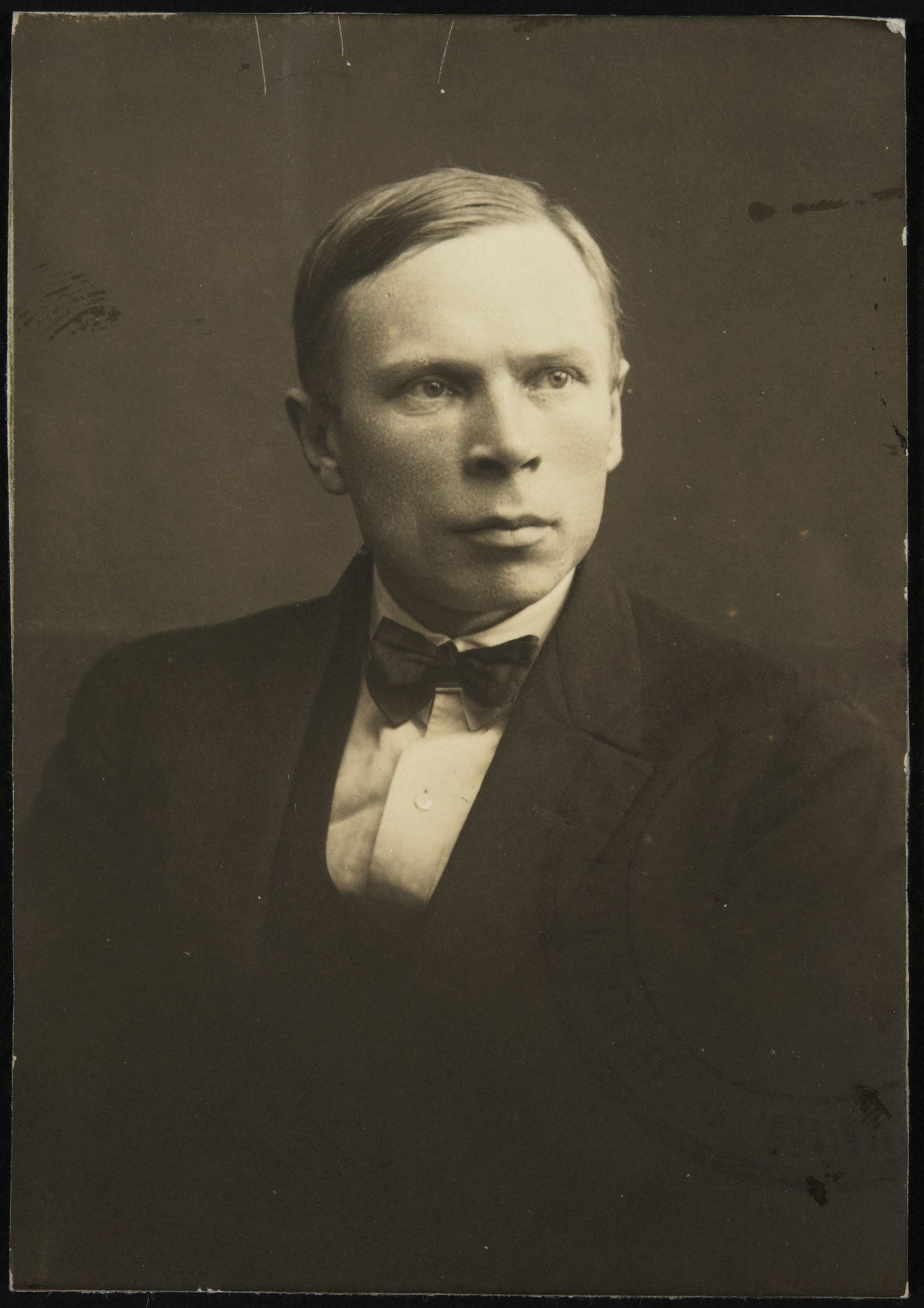
Målaren William Lönnberg

Otto William Lönnberg, född 22 november 1887 i Helsingfors, död 11 maj 1949 i Köpenhamn, var en finländsk målare.
William Lönnberg var son till arbetaren Otto Wilhelm Lönnberg och Eva Kristina Karvonen. Han studerade i 1900-talets början vid Centralskolan för konstflit och Finska konstföreningens ritskola i Helsingfors. Åren 1914–1922 bodde han i Danmark, där han tillhörde den expressionistiska så kallade Rydengska konstnärskolonin. På 1930-talet var han, sedan hans radikalism avmattats, inflytelserik särskilt som lärare vid Fria konstskolan och Finska konstföreningens ritskola.
Lönnberg sökte sig mot nya koloristiska mål. Hans tavlor karakteriseras av fasta, enhetliga färgytor och saklig gestaltning av motivet. Till hans bästa arbeten hör porträtt ur familjekretsen och landskap. Han utförde även altartavlor, bland annat den i Muurame kyrka 1930 och den i 
Brändö kyrka i Helsingfors 1937.

### Uppslagsverk
- Lönnberg, William i Uppslagsverket Finland (webbupplaga, 2012). CC-BY-SA 4.0